# 袁宝成
袁宝成（1964年12月—），男，汉族，浙江诸暨人，中华人民共和国政治人物，现任广东省政协副主席。

## 生平
1988年7月参加工作，1985年11月加入中国共产党。西南政法大学民事诉讼法专业硕士毕业。硕士毕业之后，曾任重庆社会科学院政法研究所实习研究员、科研处副处长。
1993年，前往当时改革开放的前沿阵地广东省深圳市，任深圳市技术监督局综合法规处（筹备）负责人（副处级）、副处长。2001年年底，任共青团深圳市委书记、深圳市青年联合会主席，广东省青年联合会副主席。2004年，任深圳市外事办公室（侨务办公室、港澳办公室）主任、党组书记。2005年，任中共深圳市盐田区委副书记，代区长，并于一年之后扶正。2009年，接棒陈治华出任中共深圳市盐田区委书记。2010年6月，任深圳市人民政府副市长、党组成员。
2011年10月，任中共广东省东莞市委副书记，东莞市人民政府代市长、市长。
2013年，当选第十二届全国人民代表大会广东地区代表。
2016年2月，任广东省人民政府副省长。这一任用打破常规惯例，因袁宝成此前并未任市委书记一职，而是由市长直升为副省级领导。同年4月卸任东莞市长。
2018年1月，任十二届广东省政协副主席。